# ميوشي كاتو
ميوشي كاتو (باليابانية: 加藤美善؛ بالكانا: かとう みよし) هي متزلجة على مسار قصير يابانية، ولدت في 31 يوليو 1962 في ناغويا في اليابان.

## وصلات خارجية
- ميوشي كاتو على موقع SpeedSkatingBase.eu (الإنجليزية)
- ميوشي كاتو على موقع SpeedSkatingNews.info (الإنجليزية)
- ميوشي كاتو على موقع SpeedSkatingStats.com (الإنجليزية)
- ميوشي كاتو على موقع ShortTrackOnLine.info (الإنجليزية)
- ميوشي كاتو على موقع اللجنة الأولمبية الدولية (الإنجليزية)
- ميوشي كاتو على موقع أوليمبيديا (الإنجليزية)